# Giải Abel
Giải Abel là giải thưởng được nhà vua Na Uy trao hàng năm cho những nhà toán học xuất chúng. Lễ trao giải diễn ra tại hội trường của khoa Luật thuộc Đại học Oslo, nơi diễn ra buổi lễ trao giải Nobel Hòa bình từ 1947 đến 1989. Ủy ban giải Abel cũng thành lập Hội thảo Abel, được quản lý bởi Hội Toán học Na Uy.

## Sự ra đời
Năm 2001 chính phủ Na Uy công bố kỷ niệm 200 năm ngày sinh nhà toán học Na Uy Niels Henrik Abel (1802) đánh dấu sự ra đời của một giải thưởng mới cho các nhà toán học, đặt tên là Abel. Mục đích của giải này là để lấp đi sự thiếu vắng giải Nobel trong toán học, mặc dù thỉnh thoảng huy chương Fields được xem là mang tính chất tương đương. Giải Abel được đi kèm với số tiền thưởng là 6 triệu tiền Krone Na Uy, có giá trị (2010) tương đương với 740,000 € hoặc 992,000 USD. Ủy ban giải Abel đã quyết định tăng giá trị tiền thưởng lên đến 7,5 triệu Krone Na Uy kể từ năm 2020.
Hàng năm Viện hàn lâm khoa học và văn chương Na Uy công bố chủ nhân giải Abel sau một cuộc tuyển chọn do một hội đồng gồm 5 nhà toán học quốc tế tiến hành. Khoản tiền thưởng cùng với giải thường gần bằng một triệu đôla Mỹ, gần như giải Nobel (trao thưởng ở Thụy Điển và Na Uy nhưng không bao gồm toán học). Na Uy ban đầu cung cấp cho giải 200.000.000 NOK (khoảng 23.000.000 USD) làm quỹ trong năm 2001. Mục đích của giải là phổ biến toán học, làm cho môn khoa học này thêm uy tín, đặc biệt là dành cho những người trẻ tuổi.
Sophus Lie là người đầu tiên đề xướng việc thành lập giải Abel khi ông nhận ra kế hoạch của Alfred Nobel cho giải thưởng hàng năm (bắt đầu từ năm 1897), không có giải dành cho toán học. Vua Oscar II đã đồng ý tài trợ cho giải thưởng toán học mang tên Abel, và hai nhà toán học Ludwig Sylow và Carl Størmer đã phác thảo những quy chế và luật lệ cho giải. Tuy nhiên sự tan rã của liên hiệp giữa Thụy Điển và Na Uy năm 1905 đã kết thúc cố gắng đầu tiên để thành lập giải thưởng Abel.
Tháng 4 năm 2003, Jean-Pierre Serre được công bố là ứng viên đầu tiên nhận giải Abel, và đến tháng 6 tiếp đó giải đã được trao thưởng. Trước đó, ông Jean-Pierre Serre cũng đã từng là nhà toán học trẻ nhất từ trước đến nay được nhận giải thưởng Fields khi mới 28 tuổi.

## Những người được giải
| Năm  | Người đoạt giải          | Ảnh                        | Công dân         | Viện nghiên cứu                                          | Trích dẫn |
| ---- | ------------------------ | -------------------------- | ---------------- | -------------------------------------------------------- | --- |
| 2003 | Jean-Pierre Serre        | không khung                | Pháp             | Collège de France                                        | "vì đã đóng vai trò chủ chốt trong việc định hình các hình trạng hiện đại trong nhiều lĩnh vực Toán học bao gồm tô-pô, hình học đại số và lý thuyết số".                                                   |
| 2004 | Michael Atiyah           | không khung                | Anh Quốc         | Đại học Edinburgh                                        | "về những phát hiện và chứng minh định lý Atiyah–Singer, gắn kết tô-pô, hình học và giải tích toán, và vai trò nổi bật của họ trong việc hình thành nên chiếc cầu mới giữa Toán học và Vật lý lý thuyết."  |
| 2004 | Isadore Singer           | không khung                | Hoa Kỳ           | Học viện Công nghệ Massachusetts                         | "về những phát hiện và chứng minh định lý Atiyah–Singer, gắn kết tô-pô, hình học và giải tích toán, và vai trò nổi bật của họ trong việc hình thành nên chiếc cầu mới giữa Toán học và Vật lý lý thuyết."  |
| 2005 | Peter Lax                | Peter Lax                  | Hungary / Hoa Kỳ | Viện Courant                                             | "cho những đóng góp đột phá về lý thuyết và ứng dụng của phương trình vi phân riêng phần và những tính toán nghiệm của chúng."                                                                             |
| 2006 | Lennart Carleson         | Lennart Carleson           | Thụy Điển        | Viện Công nghệ Hoàng gia KTH                             | "cho những đóng góp nền tảng và sâu sắc về giải tích điều hoà và lý thuyết về các hệ động lực trơn." |
| 2007 | S. R. Srinivasa Varadhan | S. R. Srinivasa Varadhan   | Ấn Độ / Hoa Kỳ   | Viện Courant                                             | "cho những đóng góp nền tảng cho lý thuyết xác suất và đặc biệt đã phát minh ra lý thuyết độ lệch lớn thống nhất."                                                                                         |
| 2008 | John G. Thompson         | John Griggs Thompson       | Hoa Kỳ           | Đại học Florida                                          | "cho những thành tựu lớn của họ trong đại số và đặc biệt trong sự định hình lên lý thuyết nhóm hiện đại."                                                                                                  |
| 2008 | Jacques Tits             | Jacques Tits               | Bỉ / Pháp        | Collège de France                                        | "cho những thành tựu lớn của họ trong đại số và đặc biệt trong sự định hình lên lý thuyết nhóm hiện đại."                                                                                                  |
| 2009 | Mikhail Gromov           | Mikhail Leonidovich Gromov | Nga / Pháp       | Institut des hautes études scientifiques và Viện Courant | "cho các đóng góp có tính cách mạng trong hình học." |
| 2010 | John Tate                | không khung                | Hoa Kỳ           | Đại học Texas tại Austin                                 | "cho những tác động lớn và cuối cùng về lý thuyết số." |
| 2011 | John Milnor              | John Milnor                | Hoa Kỳ           | Đại học Stony Brook                                      | "cho những khám phá tiên phong về tô pô, hình học và đại số." |
| 2012 | Endre Szemerédi          | Endre Szemeredi            | Hungary / Hoa Kỳ | Viện Alfréd Rényi và Đại học Rutgers                     | "cho những đóng góp cơ bản về toán rời rạc và khoa học máy tính lý thuyết và sự công nhận về ảnh hưởng sâu sắc và lâu dài của những đóng góp về lý thuyết số cộng tính và lý thuyết ergodic."              |
| 2013 | Pierre Deligne           | không khung                | Bỉ               | Viện Nghiên cứu Cao cấp Princeton                        | "cho những đóng góp về hình học đại số và cho những tác động đến lý thuyết số, lý thuyết biểu diễn và các lĩnh vực liên quan."                                                                             |
| 2014 | Yakov Sinai              | Yakov G Sinai              | Hoa Kỳ / Nga     | Đại học Princeton và Viện Vật lý lý thuyết Landau        | "cho những đóng góp cơ bản liên quan đến các hệ động lực, lý thuyết ergodic, và vật lý toán." |
| 2015 | John F. Nash Jr.         | không khung                | Hoa Kỳ           | Đại học Princeton                                        | "cho những đóng góp lớn và nền tảng liên quan đến lý thuyết phương trình đạo hàm riêng phi tuyến và ứng dụng của nó cho ngành giải tích hình học."                                                         |
| 2015 | Louis Nirenberg          | Louis Nirenberg            | Canada / Hoa Kỳ  | Viện Courant                                             | "cho những đóng góp lớn và nền tảng liên quan đến lý thuyết phương trình đạo hàm riêng phi tuyến và ứng dụng của nó cho ngành giải tích hình học."                                                         |
| 2016 | Andrew Wiles             | Andrew Wiles               | Anh Quốc         | Đại học Oxford                                           | "cho chứng minh của ông về định lý lớn Fermat bằng cách chứng minh phỏng đoán môđunla cho các đường cong eliptic bán ổn định, mở ra một thời kỳ mới của lý thuyết số."                                     |
| 2017 | Yves Meyer               | Yves Meyer                 | Pháp             | École normale supérieure Paris-Saclay                    | "cho vai trò quan trọng của ông trong sự phát triển của lý thuyết toán học về wavelet." |
| 2018 | Robert Langlands         | Robert Langlands           | Canada / Hoa Kỳ  | Viện Nghiên cứu Cao cấp Princeton                        | "cho chương trình tầm nhìn của ông về mối liên hệ giữa lý thuyết biểu diễn và lý thuyết số. |
| 2019 | Karen Uhlenbeck          | không khung                | Hoa Kỳ           | Đại học Texas tại Austin                                 | "cho các thành tựu của bà trong lĩnh vực phương trình hình học vi phân riêng phần, lý thuyết chuẩn và các hệ khả tích, và cho những nghiên cứu có tác động cơ bản đến giải tích, hình học và vật lý toán." |
| 2020 | Hillel Furstenberg       | không khung                | Israel / Hoa Kỳ  | Đại học Hebrew của Jerusalem                             | "cho tiên phong trong sử dụng các phương pháp từ lý thuyết động lực và xác suất vào trong các lý thuyết nhóm, lý thuyết số và lý thuyết tổ hợp."                                                           |
| 2020 | Grigory Margulis         | không khung                | Nga / Hoa Kỳ     | Đại học Yale                                             | "cho tiên phong trong sử dụng các phương pháp từ lý thuyết động lực và xác suất vào trong các lý thuyết nhóm, lý thuyết số và lý thuyết tổ hợp."                                                           |